# Nora Cífková
Nora Cífková, verheiratete Nora Cífková-Novotná, später Věra Cífková-Novotny (* 21. Februar 1920 in Prag, Tschechoslowakei; † 25. Januar 2017 in Gisborne, Victoria, Australien), war eine tschechoslowakisch-australische Schauspielerin. Sie beendete 1946 ihre kurze schauspielerische Karriere.

## Leben
Cífková entstammte einer vornehmen Prager Familie und besuchte in der Prager Altstadt das Untergymnasium in der Dušní ulice. Durch Jaroslav Hilbert, einen Freund der Familie, kam sie zum Theaterspiel; er empfahl ihr eine Ausbildung an der Schauspielschule des Prager Nationaltheaters. Nach Beendigung der Schulzeit schrieb sich Cífková am Prager Konservatorium bei Anna Iblová und Jiří Plachý.
1938 brach sie das Studium nach drei Jahren ab, um als professionelle Schauspielerin zu arbeiten. Anfänglich spielte sie am Neuen Theater von Oldřich Nový. Im selben Jahr erhielt Cífková auch ihre erste Filmrolle als Nebendarstellerin in der Komödie Jarka a Věra unter der Regie von Václav Binovec. 1939 wechselte sie an das von Andula Sedláčková neu eröffnete Theater Anna Sedláčková (DAS). Danach war sie von 1942 bis 1945 am Intimen Theater im Haus des Kunstvereins auf der Prager Kleinseite engagiert. Im Film Minulost Jany Kosinové erhielt sie 1940 unter der Regie von J. A. Holman ihre erste Hauptrolle als Klára. Cífkovás bedeutendste Filmrolle war die der Comtesse Hortensia in der Verfilmung von Božena Němcovás Hauptwerk Babička (tschechisch für Die Großmutter) durch František Čáp; sie war aber auch ihr letzter Filmauftritt vor dem Ende des Zweiten Weltkrieges und ihr vorletzter überhaupt.
Auf der Bühne war Cífková unter anderem in dieser Zeit in den Stücken Zaplaťte, slečno, Zlaté mládí, Hadrián z Římsů und Pán se šedivými skráněmi zu sehen. Ihre feine und introvertierte Darstellung fand dabei bei einigen Kritikern wenig Anklang, ihre Auftritte wurden unter anderem als „glanzlos“ bezeichnet. Neben mehreren Gastspielen trat Cífková während der deutschen Besetzung auch in Breslau und Kattowitz vor tschechischen Zwangsarbeitern auf.
Neben ihrer schauspielerischen Tätigkeit arbeitete Cífková oft für den Prager Rundfunk. Dort war sie unter anderem unter der Regie von Bohuš Hradil im Hörspiel Babička zu hören, gestaltete verschiedenen Sendeformate – teils gemeinsam mit Karel Höger – und arbeitete als Rezitatorin.
Cífkovás Mutter verstarb wegen ihrer Beteiligung am Nationalen Widerstand in einem Konzentrationslager. Nach dem Ende des Krieges war Cífková 1946 letztmals in Das 13. Revier (13. revír) als Hlavsová in einer Filmrolle zu sehen; der während der Besatzungszeit von Holman mit Jaroslav Marvan und Lída Baarová in den Hauptrollen begonnene Film wurde nach Kriegsende durch Martin Frič fertiggestellt, anstelle der inhaftierten Baarová übernahm dabei Dana Medřická die Rolle der Fróny.
Im selben Jahre emigrierte Cífková vor den Kommunisten nach Großbritannien, sie absolvierte dort eine Berufsausbildung als Kosmetikerin und arbeitete im Londoner Salon von Elizabeth Arden. Wegen der schweren Erkrankung ihres Vaters kehrte Cífková schließlich 1950 in ihr Heimatland zurück, die Wiederausreise nach Großbritannien blieb ihr verwehrt. In zweiter Ehe heiratete sie Vladimír Novotný. Nach der Niederschlagung des Prager Frühling emigrierte die Familie mit ihren beiden Söhnen 1968 von Prag nach Australien, wo Cífková den Namen Věra Cífková-Novotny annahm. Cífková lebte bis zu ihrem Tode in dem Städtchen Gisborne bei Melbourne. Nach der Samtenen Revolution kehrte sie, zuletzt 2006, zu Besuchen nach Tschechien zurück.

## Filmografie
- 1938: Jarka a Věra
- 1939: Lízino štěstí
- 1939: Srdce v celofánu
- 1940: Minulost Jany Kosinové
- 1940: Babička
- 1946: Das 13. Revier (13. revír)